# Redd Holt
Isaac 'Redd' Holt (Rosedale (Mississippi), 16 mei 1932 – Chicago, 23 mei 2023) was een Amerikaanse jazzdrummer, orkestleider en muziekpedagoog, die succesvol was met zijn bandprojecten Redd Holt Unlimited en Young-Holt Unlimited.

## Biografie
Holt groeide op aan de West Side van Chicago, bezocht de Crane Technical Highschool en studeerde aan het American Conversatory of Music in Chicago. Met de pianist Wallace Burton en de bassist Eldee Young formeerde hij de band The West Side Clefts, die dansmuziek speelde. Na vervanging van de pianist ontstond daaruit in 1956 het Ramsey Lewis Trio, waarbij hij behoorde tot 1965. In 1962 bracht hij zijn eerste album Look Out!! Look Out!! uit onder zijn eigen naam bij Argo Records. Hij werkte ook mee aan Lewis' hits Hang On Sloopy en The In Crowd. Kort na dit commercieel succes verliet hij met Eldee Young de Lewis-band en formeerde hij met de pianist Don Walker het Young Holt Trio, waarmee hij enkele albums inspeelde voor Brunswick Records, waaronder Wack Wack (1966) en Funky But (1968). Na enkele omzettingen hadden Young en Holt in 1968 met hun band Young-Holt Unlimited een r&b-hit met Soulful Strut. Na drie verdere albums voor Atlantic Records begin jaren 1970 formeerde Holt de band Redd Holt Unlimited, waarmee hij enkele pop-muzikale platen opnam, waaronder Isaac, Isaac, Isaac (1974) en The Other Side of the Moon (1975), waarin ook elementen van souljazz waren verwerkt. Begin jaren 1980 speelde hij kort weer met Ramsey Lewis, voordat hij weer eigen bands leidde met o.a. Jesse Davis.
Naast zijn werkzaamheden als muzikant was Holt jarenlang actief als muziekpedagoog. Hij doceerde reeds vanaf begin jaren 1950 aan de Chicago School of Music en na 1956 aan de Chicago Cosmopolitan School of Music. Hij doceerde ook in de Gumption Artists' Workshop en in scholen in Chicago. Tussen 1980 en 1985 huurde Redd Holt een winkelhal in de 71st Street, waar cursussen en concerten plaatsvonden van de Gumption Artists' Workshop. Holt werkte in de loop van zijn carrière mee aan meer dan 100 opnamesessies.
Holt overleed op 91-jarige leeftijd aan complicaties van longkanker.
- Biblioteca Nacional de España: XX5378443
- Bibliothèque nationale de France: cb137989649 (data)
- Gemeinsame Normdatei: 135184525
- International Standard Name Identifier: 0000 0000 7838 2847
- Library of Congress Control Number: no91019320
- MusicBrainz: b32e07f5-fe21-46fa-920f-cc5b2a882382
- Système universitaire de documentation: 157035387
- Virtual International Authority File: 32194719
- WorldCat: E39PBJwtkG4dHBYJ3t6jmwG8md